# Hainaut

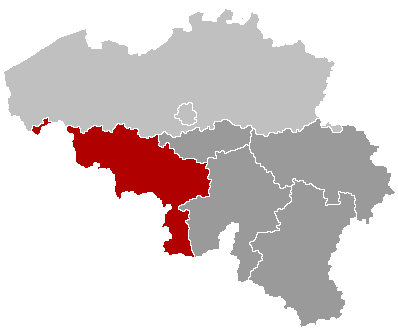
Provinsen Hainaut (rött) i regionen Vallonien (mörkgrått) och Belgien.

Hainaut (nederländska: Henegouwen) är en provins i Vallonien i sydvästra Belgien. Provinsen har 1 335 471 miljoner invånare (1 januari 2016) och en area på 3 800 km². Provinsens huvudstad är Mons.

## Historia
Hainaut, som efter frankiska rikets delning tillhörde Lotharingia, lydde sedan som grevskap under kejsaren och var under 1000-1200-talet delvis förenat i personalunion med grevskapet Flandern. 1299-1433 lydde Hainaut tillsammans med grevskapet Holland under furstar av husen Avesnes och Bayern, den senare ätten stammade från Ludvig Bayraren. Den sista regenten av den bayerska ätten överlät sina områden till det bland de nederländska småstaterna dominerande furstehuset, det burgundiska. Under Filip den gode och Karl den djärve hörde Hainaut till det burgundiska väldet och övergick sedan efter 1477 tillsammans med de flesta av de övriga Burgund till huset Habsburg. I de burgundiska arvländerna utgjorde Hainaut som handels- och industriområde en viktig del, med staden Valenciennes vid Schelde som huvudort för vävnadsindustrin. Med de övriga sydliga provinserna i Nederländerna tillhörde Hainaut senare Spanien. 1678 avträddes genom freden i Nijmegen en del av Hainaut 1678 till Frankrike. 

## Distrikt och kommuner
Hainaut består av sju distrikt (fr: arrondissements) och 69 kommuner.
Athdistriktet:
- Ath
- Belœil
- Bernissart
- Brugelette
- Chièvres
- Ellezelles
- Flobecq
- Frasnes-lez-Anvaing

Charleroidistriktet:
- Aiseau-Presles
- Chapelle-lez-Herlaimont
- Charleroi
- Châtelet
- Courcelles
- Farciennes
- Fleurus
- Fontaine-l'Évêque
- Gerpinnes
- Les Bons Villers
- Manage
- Montigny-le-Tilleul
- Pont-à-Celles
- Seneffe

Monsdistriktet:
- Boussu
- Colfontaine
- Dour
- Frameries
- Hensies
- Honnelles
- Jurbise
- Lens
- Mons
- Quaregnon
- Quévy
- Quiévrain
- Saint-Ghislain

Mouscrondistriktet:
- Comines-Warneton
- Mouscron

Soigniesdistriktet:
- Braine-le-Comte
- Ecaussinnes
- Enghien
- La Louvière
- Le Roeulx
- Lessines
- Silly
- Soignies

Thuindistriktet:
- Anderlues
- Beaumont
- Binche
- Chimay
- Erquelinnes
- Estinnes
- Froidchapelle
- Ham-sur-Heure-Nalinnes
- Lobbes
- Merbes-le-Château
- Momignies
- Morlanwelz
- Sivry-Rance
- Thuin

Tournaidistriktet:
- Antoing
- Brunehaut
- Celles
- Estaimpuis
- Leuze-en-Hainaut
- Mont-de-l'Enclus
- Pecq
- Péruwelz
- Rumes
- Tournai